# Sebastian Brant

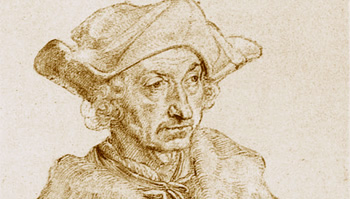
Porträt Brants; Zeichnung von Albrecht Dürer (Ausschnitt), 1492

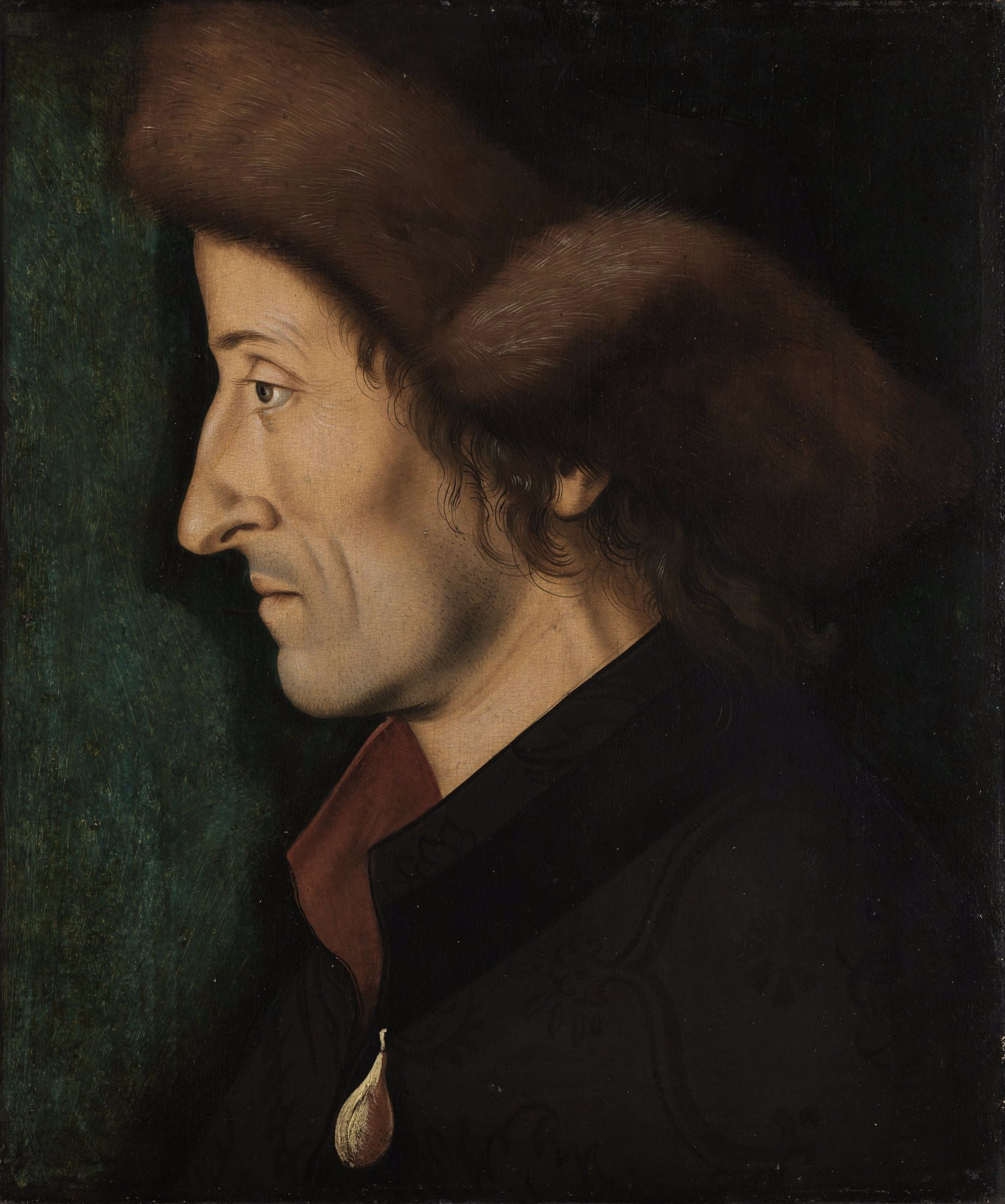
Hans Burkmair d. Ä.: Sebastian Brant, 1508

Sebastian Brant oder Sebastian Brandt (latinisiert Titio; geboren 1457 oder 1458 in Straßburg; gestorben am 10. Mai 1521 ebenda) war ein deutscher Humanist, Jurist, Professor für Rechtswissenschaft an der Universität Basel (1489–1500) und von 1502 bis zu seinem Tod 1521 Stadtsyndikus und Kanzler der Freien Reichsstadt Straßburg. Er war einer der produktivsten Autoren lateinischer Andachtslyrik und Herausgeber von antiken Klassikern und Schriften italienischer Humanisten. Seine 1494 veröffentlichte Moralsatire Das Narrenschiff begründete seinen Ruhm als Autor des deutschen Humanismus.

## Leben
Sebastian Brant wurde als erstes Kind des Straßburger Ratsherrn und Gastwirts der „Großen Herberge zum goldenen Löwen“ Diebolt Brant des Jüngeren und seiner Frau Barbara Brant, geborene Picker, in Straßburg geboren. Sein Vater starb 1468. Über Brants Leben bis zur Aufnahme des Studiums in Basel 1475 ist nichts bekannt. Entsprechend seinen beiden beruflichen Wirkungskreisen und Wohnsitzen wird sein Leben gemeinhin in die Basler Periode (1475–1500) und in die Straßburger Periode (1500–1521) unterteilt.

### Basler Periode (1475–1500)

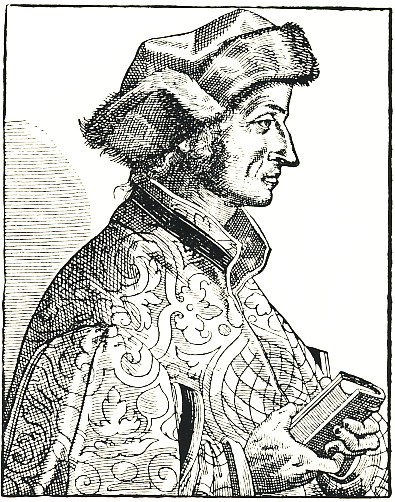
Sebastian Brant, Holzschnitt von 1590 aus Nicolaus Reußners Icones

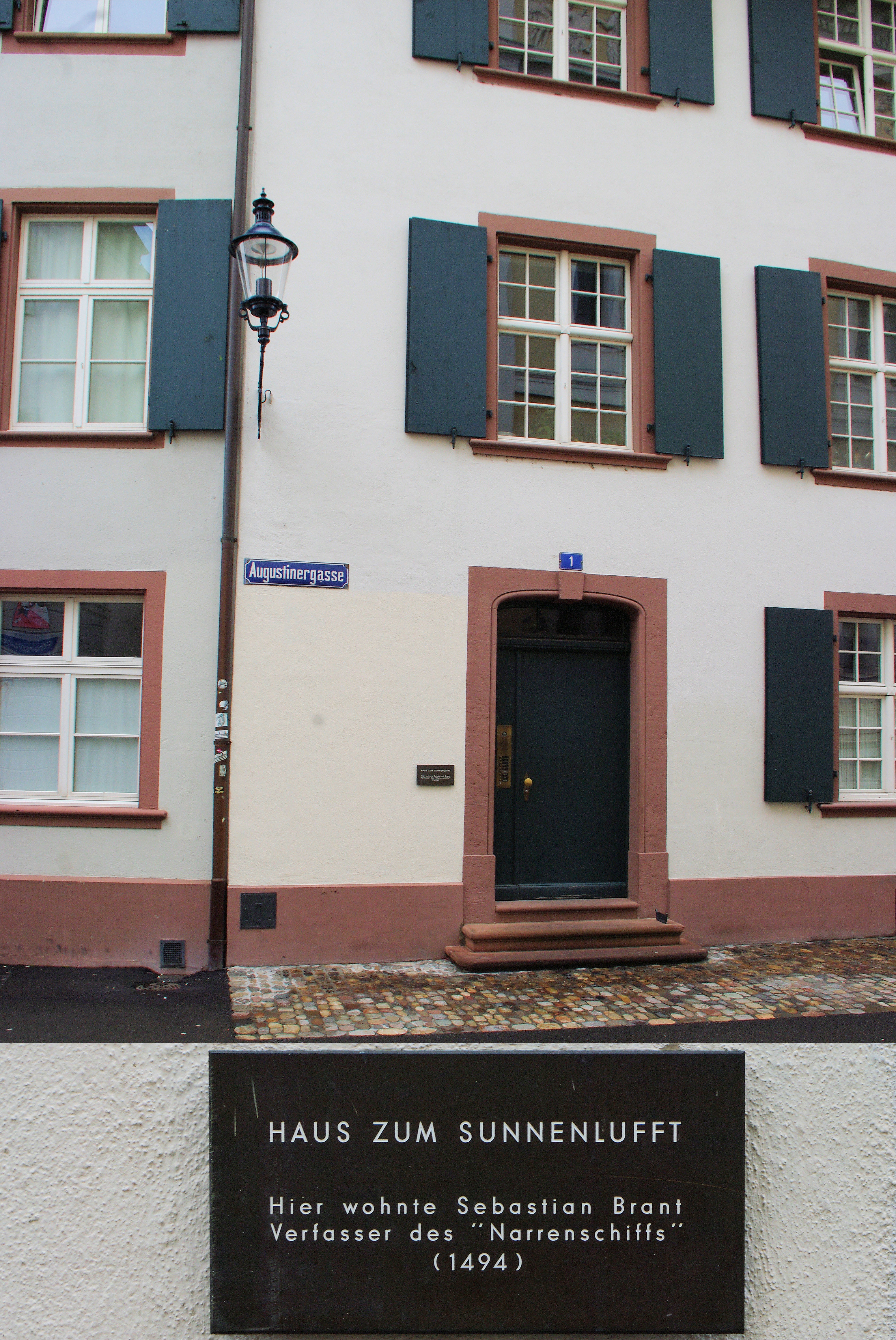
Haus zum Sunnenluft, Basel, Augustinergasse, in dem Sebastian Brant im Jahr 1494 wohnte

Zum Wintersemester 1475/76 nahm Brant in Basel das Studium der Artes und der Rechte an der städtischen Universität Basel auf. Studienhefte mit einer Horaz-Abschrift und einem Cisiojanus haben sich aus seiner Studienzeit als Autograph erhalten. Sein juristisches Bakkalaureat erwarb er im Studienhalbjahr 1477/78, einige Jahre später, 1484, auch das Lizenziat. Nach Abschluss seines Studiums heiratete er 1485 die Basler Bürgerin Elisabeth Burgis (in anderen Quellen auch Burg oder Bürgi). Ihr Vater war Zunftmeister der Basler Messerschmiede. Das Paar hatte zusammen sieben Kinder. Ein Sohn Brants, Onophrius Brant, trat später als Jurist und Gelegenheitsdichter hervor und wurde in den Rat der Stadt Straßburg gewählt. Brant promovierte 1489 zum Doctor utriusque iuris und war seitdem ordentliches Mitglied des Professorenkollegiums. Er lehrte beide Rechte, also das kanonische (kirchliche) und das römische (zivile) Recht, außerdem seit 1484 regelmäßig Poesie. 1492 war Brant für ein Jahr Dekan der juristischen Fakultät. Entsprechende Einträge in die Rektorats- und Fakultätsmatrikel von seiner Hand haben sich erhalten. Neben seiner Tätigkeit in der universitären Lehre war er in seiner Basler Zeit auch als Rechtsgutachter, Advokat und Richter tätig. Erst 1496 erhielt er eine besoldete Professur für römisches und kanonisches Recht. Von 1497 bis 1500 lehrte er dann nur Kirchenrecht.
Im literarischen Bereich sind Brants Basler Jahre durch eine rege Publikationstätigkeit geprägt, die sich ab den 1490er Jahren entfaltete. Neben Dichtungen veröffentlichte er auch Fachliteratur und engagierte sich im Bereich der Aktualitäten- und Gelegenheitsdichtung mit Einblattdrucken und Flugschriften. Er war in dieser Zeit nicht nur als Autor, sondern auch als Förderer und Herausgeber von Literatur aktiv. Die Jahre zwischen 1490 und 1500 begründeten mit dem Narrenschiff (1494) und zahlreichen anderen Dichtungen seinen literarischen Ruhm.
Mit dem Wintersemester 1500 verließ er die Universität und bereitete sich auf seine Übersiedlung nach Straßburg vor.

### Straßburger Periode (1500–1521)

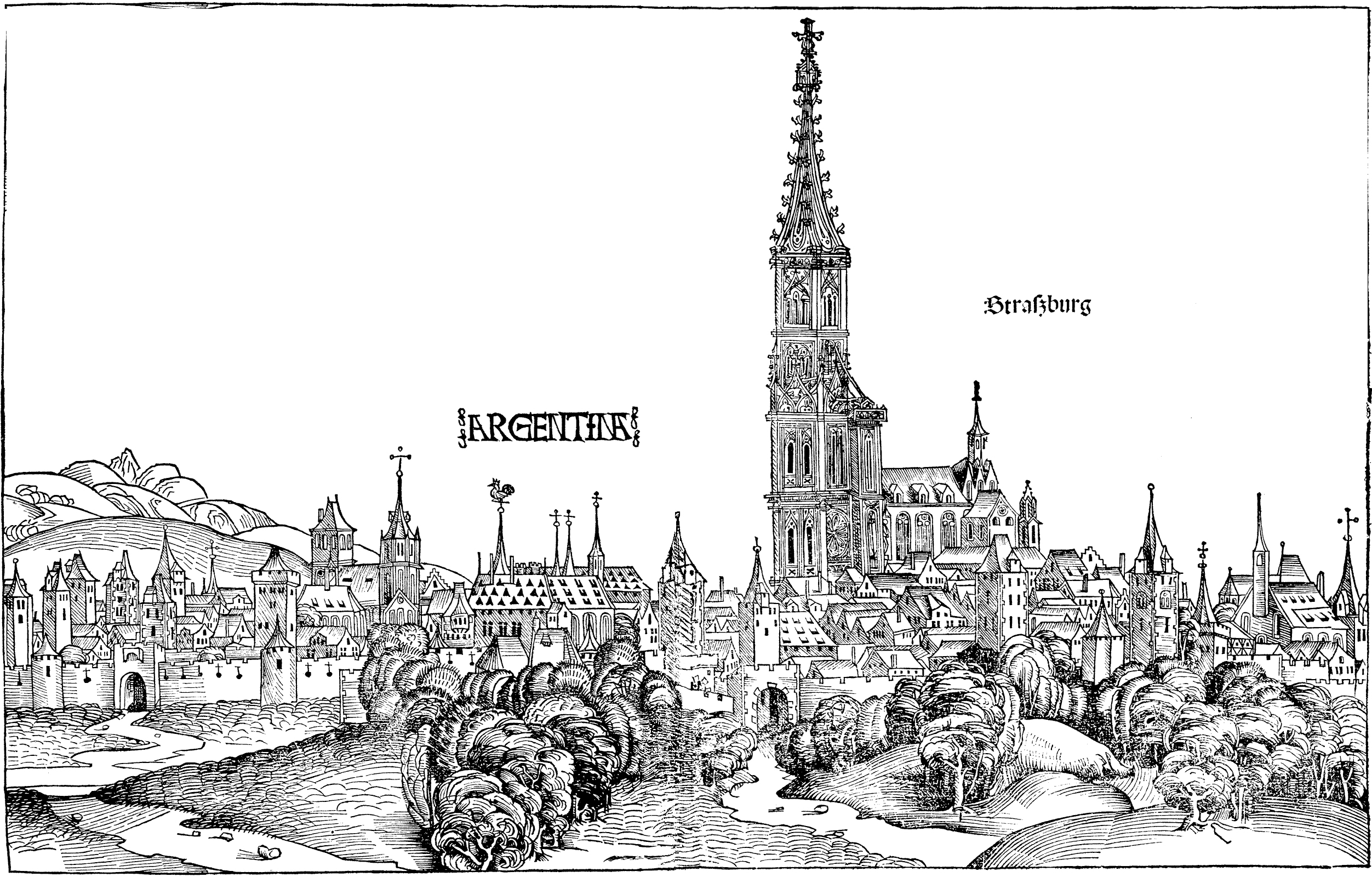
Straßburg um 1490

Brant siedelte im Frühjahr 1501 nach Straßburg über und trat am 14. Januar 1501 die Stelle eines Syndikus an. Nachdem er einige Zeit als Jurist, Syndikus und Diplomat tätig war, wurde er 1502 zum Stadtschreiber und Kanzler und damit zum obersten Verwaltungsbeamten der Freien Reichsstadt Straßburg bestimmt. Der Einstellungsbrief ist erhalten geblieben. In seinen Straßburger Jahren änderte sich Brants literarische Tätigkeit, er trat verstärkt als Förderer literarischer Arbeiten in Erscheinung, veröffentlichte aber kaum noch eigene Arbeiten. Als Zensor war Brant mit der Genehmigung aller Straßburger Drucke befasst. Die Zeugnisse aus Brants Amtstätigkeit werden in einem eigenen Abschnitt behandelt. 1520 reiste Brant nach Gent, wo er dem neuen Kaiser, Karl V., für die Freie Reichsstadt Straßburg huldigte.

## Werke

### Deutsche Dichtungen

#### Das Narrenschiff
Hauptartikel: Narrenschiff

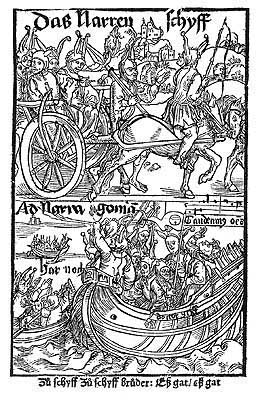
Titelseite aus Brants Narrenschiff, Albrecht Dürer um 1493

Das Narrenschiff gilt gemeinhin als Brants Hauptwerk und dominierte lange die hauptsächlich germanistisch geprägte Beschäftigung mit Brant. Das reich bebilderte und aufwendig gestaltete humanistische Buch mit didaktisch-satirisch dargestellten Lebensweisheiten und die Missstände, Torheiten und Laster der Welt des 15. Jahrhunderts allegorisch glossierend, erschien 1494 bei Johann Bergmann von Olpe in Basel.

##### Aufbau und Inhalt des Werks
Das Buch besteht aus 112 weitgehend selbstständigen Kapiteln. Die äußere Klammer des Werks bildet die Schiffsallegorie, die mit dem Titelblatt und der Vorrede eingeführt, allerdings im Text erst wieder in den Kapiteln 103, 108 und 109 aufgegriffen wird. Die Kapitel selbst folgen additiv in lockerer Reihung aufeinander und stehen thematisch unverbunden nebeneinander. Verbindendes Element zwischen den Kapiteln ist die Figur des Narren und der gleiche Aufbau der Kapitel.
Alle Kapitel folgen einem einfachen Konstruktionsschema, das für das ganze Werk durchgehalten wird. Das Kapitel beginnt normalerweise auf der linken Seite mit einem drei- oder vierzeiligen Motto, dem der Holzschnitt und dann das Spruchgedicht folgt. Idealerweise umfasst das Spruchgedicht 34 meist jambische Verse. Da jeweils 30 Verse auf eine Seite passen, erreicht Brant, dass ein Kapitel jeweils genau eine Doppelseite füllt und der Leser bei der Lektüre ein Ganzes vor Augen hat. Wo Brant das Kapitel um eine oder mehr Seiten zu 30 Versen erweitert, wird das Grundschema des Narrenschiffs notwendigerweise verlassen. Das folgende Kapitel beginnt dann auf der rechten statt der linken Seite.
Ein weiteres Einheit stiftendes Element des Werks ist der Narr. Es sind 109 Narren, die das Schiff besteigen und sich auf die Reise nach „Narragonien“ machen. Seeleute oder ein Steuermann sind nicht unter den Narren. Die Narrheit im Werk Brants wird verstanden als Torheit oder mangelnde Einsicht in die Anforderungen des Lebens. Der Narr „ist der Mensch, der sich seinen fragwürdigen Neigungen ergibt, etwa dem Quacksalbertum oder der Prozesssucht, den Modetorheiten oder dem Reliquienhandel frönt. Torheit und sittliche Defizienz sind im Narren vereint.“ Dem Narren stellt Brant in resümierenden Kapiteln (Kapitel 22, 107 und 112) als Gegenentwurf den nach Weisheit strebenden Menschen entgegen.

##### Die Holzschnitte
Zur Bebilderung des Werks engagierten Brant und Bergmann von Olpe mindestens vier Reißer, darunter auch den jungen Albrecht Dürer, dem gut zwei Drittel der Holzschnitte zugeschrieben werden. Für die Illustration des Werks gilt: „Der Text führt Regie,“ d. h. der Text lag bereits vor, als die Arbeit an den Holzschnitten begann. Die Holzschnitte gehen thematisch unterschiedlich mit dem Inhalt der Kapitel um. Teilweise nehmen sie Bezug auf das Kapitelthema und setzen es graphisch um, manchmal greifen sie allerdings nur einzelne Aspekte des Kapitels auf oder aber erweitern den Kapitelinhalt.

##### Drucke und Übersetzungen
Vom Erstdruck (Basel 1494) sind 14 Exemplare erhalten geblieben. Insgesamt gab es bis zu Brants Tod 16 Auflagen, sowohl autorisierte Nachdrucke als auch Raubdrucke in deutscher Sprache.

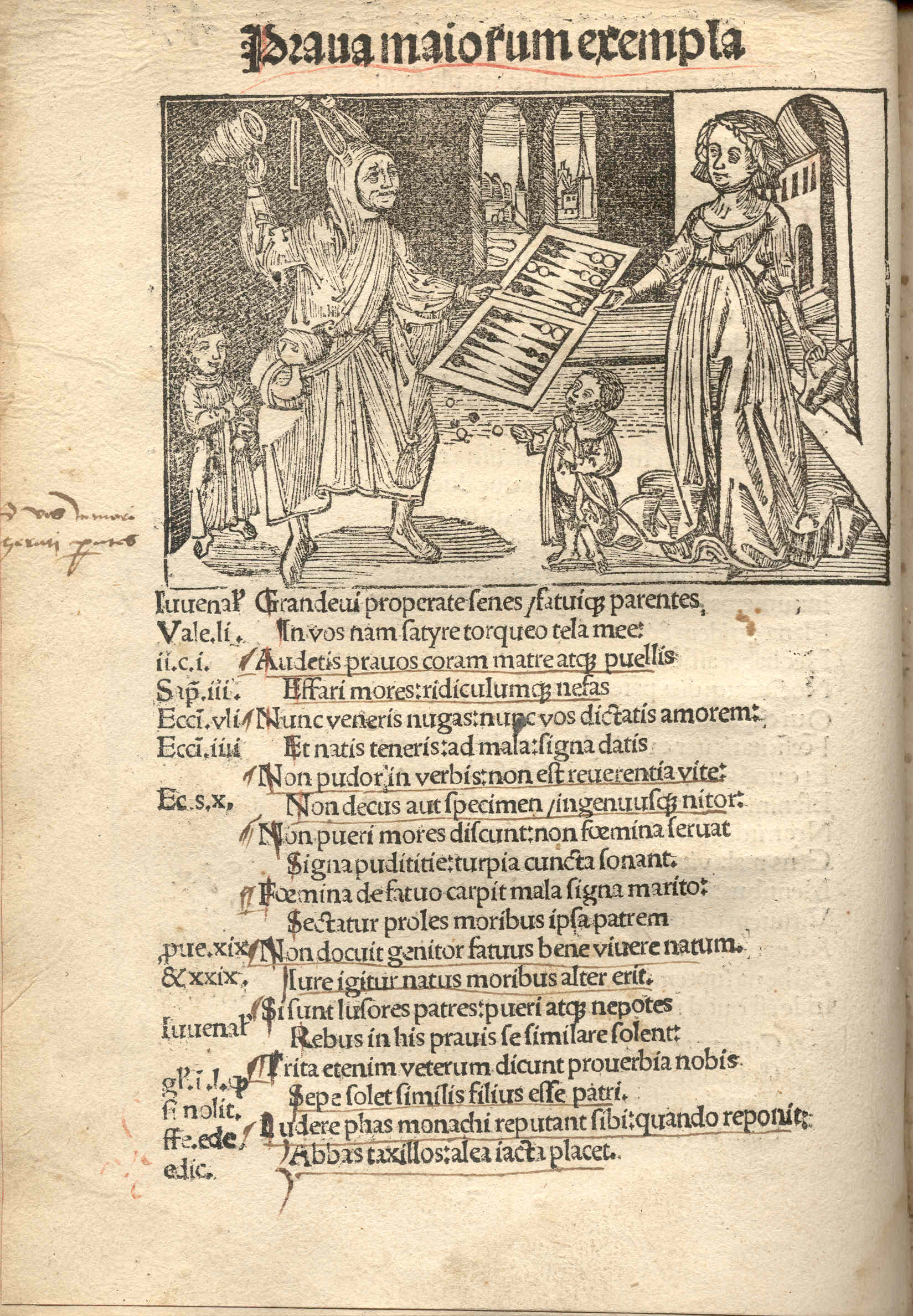
Seite (47^{v}) aus der lateinischen Ausgabe der „Stultifera navis“ Lochers von Johannes Grüninger, Straßburg 1497

Die lateinische Ausgabe des Narrenschiffs verantwortete Jakob Locher. Seine Übersetzung erschien 1497 bei Johann Bergmann von Olpe in Basel unter dem Titel „Stultifera navis“. Locher kürzte die Kapitel und ersetzte einige völlig, ansonsten behielt er aber das Werkkonzept des Narrenschiffs bei. Dem Text gab er einen philologisch-gelehrten Apparat bei. Die lateinische Übersetzung war für die Verbreitung des Werks wichtig, da diese hierdurch außerhalb des deutschen Sprachraums in Gang kam bzw. überhaupt ermöglicht wurde. Bald auf die Veröffentlichung erschienen Übersetzungen des lateinischen Texts in die Volkssprachen, so erschienen bald französische, englische und niederländische Ausgaben des Narrenschiffs. Bei der englischen Ausgabe handelt es sich um die erste Übersetzung eines deutschsprachigen Werks ins Englische überhaupt. Eine niederdeutsche Übersetzung des Narrenschiffs erschien ebenfalls 1497 unter dem Titel „Dat narren schyp“ in Lübeck. Basis hierfür war allerdings der deutsche Text.

##### Bedeutung
Zum großen Erfolg des Narrenschiffs trugen sowohl die reichlich eingestreuten Sprichwörter, als auch die wirkungsvollen Holzschnitte bei. Die Bedeutung des Narrenschiffs fasst Joachim Knape wie folgt zusammen:
„Als deutschem Dichter kann Brant unter den Zeitgenossen niemand den Rang streitig machen. Keiner hat in dieser Zeit eine ähnlich berühmte und in Europa enthusiastisch aufgenommene literarische Figur wie den Narren im ‚Narrenschiff‘ geschaffen. Kein lebender Zeitgenosse konnte in Deutschland ein dem ‚Narrenschiff‘ vergleichbares deutsches gedrucktes Werk vorweisen, das Dicht-, Bild- und Buchkunst zu einem Ensemble von ähnlichem Rang vereint. Bei den Zeitgenossen blieben der Anspruch und die Neuartigkeit des Werks nicht ohne Wirkung. Sein sensationeller Erfolg zog sofort zahlreiche Raubdrucke nach sich. Literarisch begründete es die europäische Tradition der Narrenliteratur.“
Brant schrieb die „deutsche Satire seiner Zeit“ und schuf damit „das repräsentative deutsche Originaldichtwerk seiner Generation.“ Brant orientierte sich dabei an Horaz und der römischen Satire. In sein Werk flossen vielfältige literarische Quellen ein, die Brant mit vielen Anspielungen und Andeutungen zu einem aufwendigen Referenzsystem verwob.

#### Das Herkules- und das Tugendspiel
In seiner Straßburger Zeit war Brant auch mit dem öffentlichen Schauspiel befasst. In diesem Zusammenhang schrieb er vermutlich 1512/13 ein deutsches Herkulesspiel. Für 1518 ist ein Tugent Spyl belegt. Im Rahmen des Tugendspiels wird der Kampf zwischen Tugend und Wollust auf die Bühne gebracht. Das Stück war entsprechend dem Zwei-Tage-Schema arrangiert und in Form eines Stationendramas konzipiert.

#### Die Freiheitstafel
Die Freiheitstafel gilt neben dem Narrenschiff als „zweiter großer deutscher Text-Bild-Zyklus, der ein Einheit stiftendes Thema in Variationen verhandelt“. Die Freiheitstafel bestand aus 52 Epigrammen, die Brant zwischen 1517 und 1519 für die Ausgestaltung der XIIIer-Stube des Straßburger Rathauses verfasste. In seinen Epigrammen beleuchtet er die Freiheitsidee aus unterschiedlichen Perspektiven und beleuchtet so die philosophischen, religiösen, rechtlichen und sozialen Aspekte der Freiheitsidee. Für die handwerkliche Umsetzung von Brants Freiheitstafel und die Anbringung der Freskos könnte Hans Baldung Grien, ein Schüler Albrecht Dürers verantwortlich gewesen sein, der ab 1517 in Straßburg ansässig war.

#### Ungedruckte Epigramme und Gelegenheitsgedichte
In Brants literarischem Nachlass ist eine Reihe von Epigrammen und Gelegenheitsgedichten überliefert, die zeitgenössisch nicht veröffentlicht worden waren. Dazu zählen viele deutsch-lateinische Gedichte zu religiösen, ethischen und politischen Themen. Sie sind in zwei Abschriften aus dem 17. Jahrhundert erhalten und unter der Überschrift Epigramme überliefert. In einigen Fällen dürfte es sich auch um Entwürfe handeln, die Brant zum Teil in einige seiner größeren deutschen Versdichtungen einfließen ließ. Erhalten sind ferner das Gedicht Schild von Murten über einen in der Schlacht bei Murten 1476 erbeuteten burgundischen Schild, ein dreistrophiges deutsch-lateinisches Spottgedicht Gegen die Schweizer von 1511 sowie als Gelegenheitsgedicht seine Städteklage, in der er die Belastung der Städte und Bauern in der Kriegszeit von 1513 thematisierte. Eine Sintflutprognose für 1524 ist ebenfalls erhalten und wird auf das Jahr 1520 datiert.

### Deutsche und lateinische Dichtungen

#### Einblattdrucke und Flugblätter zu aktuellen und naturkundlichen Themen

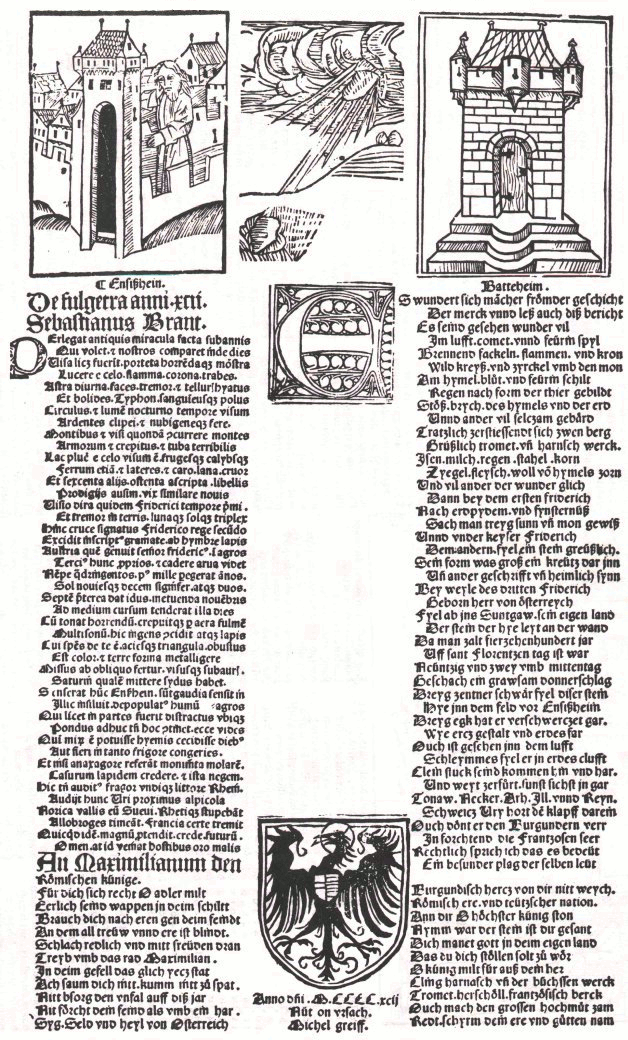
Der Donnerstein von Ensisheim, ein Flugblatt Brants von 1492

Brant trat mindestens seit 1488 auch als Verfasser tagesaktueller Gelegenheitsdichtungen hervor. In diesen Gedichten, die er als Einblattdruck oder als Flugschrift in Umlauf bringt, äußert er sich zu Fragen der Politik. Die Gedichte sind häufig in lateinischer und deutscher Sprache (lateinische Distichen und deutsche Knittelverse) verfasst. Äußere Anlässe waren zumeist besondere oder außergewöhnliche Ereignisse in Natur oder Politik, über die er berichtete, die er aber auch kommentierte und mit Blick auf die Reichspolitik als Wunderzeichen auslegte. Besonderes Augenmerk galt dabei der Lage von Kaiser und Reich bzw. der Kriegs- und Türkengefahr. Hierbei nahm er die Rolle eines „Erzaugurs des heiligen römischen Reiches“ an ein.
Ein Großteil der Gedichte dürfte heute verloren sein, über die erhaltenen Druckexemplare lassen sich als separat publizierte Werkeinheiten etwa 16 Gedichte identifizieren:
1. Contra Flamingos – ein lateinisches Gedicht gegen die Flamen, die den deutschen König Maximilian I. im Februar 1488 gefangengesetzt hatten.
2. Der Donnerstein von Ensisheim – lateinisch-deutsches Flugblatt von 1492 über den Meteor, der in Ensisheim im Elsass niederging
3. Schlacht bei Salins – deutsches Gedicht auf den Sieg Maximilians über die Franzosen 1493 (Vertrag von Senlis)
4. Die Wormser Zwillinge – lateinisch-deutsches Flugblatt zu einer Missgeburt in Worms 1495. Das Flugblatt erschien mit Blick auf den Wormser Reichstag im gleichen Jahr.
5. Confoederatio Alexandri Vi. et Maximiliani I. – lateinische congratulatio anlässlich des europäischen Fürstentages gegen die Türken von 1495
6. Inundatio Tybridis – lateinische Elegie anlässlich der Tiber-Überschwemmung in Rom 1495
7. Die Sau zu Landser – lateinisch-deutsches Flugblatt anlässlich der Missgeburt einer Sau in Landser im Sundgau von 1496
8. Die Gans von Gugenheim – lateinisch-deutsches Flugblatt anlässlich der Missgeburt einer Zwillingsgans und zweier sechsbeiniger Ferkel in Gugenheim 1496
9. De pestilentiali scorra sive mala de Franzos – lateinisches Flugblatt von 1496, das er Johannes Reuchlin, genannt Capnion, widmete. Das Flugblatt gilt als erstes Werk der Syphilisliteratur.[27] Eine Umdichtung dieses Gedichts „über die pustulöse Pest oder die wilden Warzen“ verfasste der Dermatologe und Medizinhistoriker Ernst Alfred Seckendorf, und auch in Dichter und Ärzte von Raphael Finckenstein findet sich auf S. 74–76 eine Übersetzung.[28]
10. Anna von Endingen – lateinisch-deutsches Gedicht von 1496 über den Blut- und Wurmausfluss der Straßburgerin Anna von Endingen. Hierbei scheint für Brant das medizinische Interesse am Fall im Vordergrund zu stehen; die sonst übliche Auslegung fehlt hier.
11. Fuchshartz – lateinisch-deutsche Jagdallegorie als Warnung vor lauernden Füchsen. Über die direkte Anrede Maximilians I. ergibt sich ein politischer Kontext. Das Gedicht ist nur in den Varia carmina überliefert.
12. Frieden und Krieg – lateinisch-deutsches Streitgespräch zwischen Frieden und Krieg anlässlich des Schwabenkriegs von 1499
13. Traum – lateinisches Flugblatt mit 100 Distichen von 1499/1500. Eine deutschsprachige Flugschrift mit 509 Versen folgte 1502. In die Traumvision ist Brant als Dichter einbezogen. Im Flugblatt ruft er zum Kreuzzug auf, dem Aufruf ist durch die direkte Rede des trauernden Kreuzes Christi Nachdruck verliehen.
14. Türkenanschlag – deutsches Gedicht anlässlich eines deutsch-französischen Abkommens gegen die Türken von 1501.
15. Zusammenfügung der Planeten – deutsches Gedicht auf eine besondere Planetenkonstellation von 1504
16. Ad Maximilianum nenia – Klage über den Siegeszug der Türken. Das Gedicht beinhaltet einen Aufruf zum Kreuzzug, als Adressaten sind Maximilian sowie die übrigen christlichen Herrscher und Völker genannt

#### Religiöse und moralistische Dichtungen
Brant verfasste einen Rosenkranz (1494), eine Marienklage sowie eine Trostrede Jesu (1494), ein Schachmatt-Spiel sowie einen Text, der in der Forschung als Verkehrtheit der Welt angesprochen wird.
Brants Rosenkranz von 1494 hat sich in drei Fassungen überliefert und bietet jeweils einen Überblick zu Leben und Passion Christi in Liedform. Brant hat zusätzlich einen Fokus auf die schmerzensreiche Mutter Gottes eingefügt. Seine lateinische Fassung umfasst 50 sapphische Strophen. Die Zahl der Strophen entspricht den „50 Perlen des schmerzhaften Gebetsrosenkranzes“. Die lateinische Fassung nahm Brant 1494 in die Carmina in laudem Mariae und 1498 in die Carmina varia auf. Eine deutsche Fassung mit 51 Strophen ist ebenfalls überliefert. Eine Bearbeitung der lateinischen Version erfolgte zu Beginn des 16. Jahrhunderts. Der Rosenkranz wurde hierbei erweitert und umfasste nun 63 Strophen. Der Bearbeiter ist unbekannt.

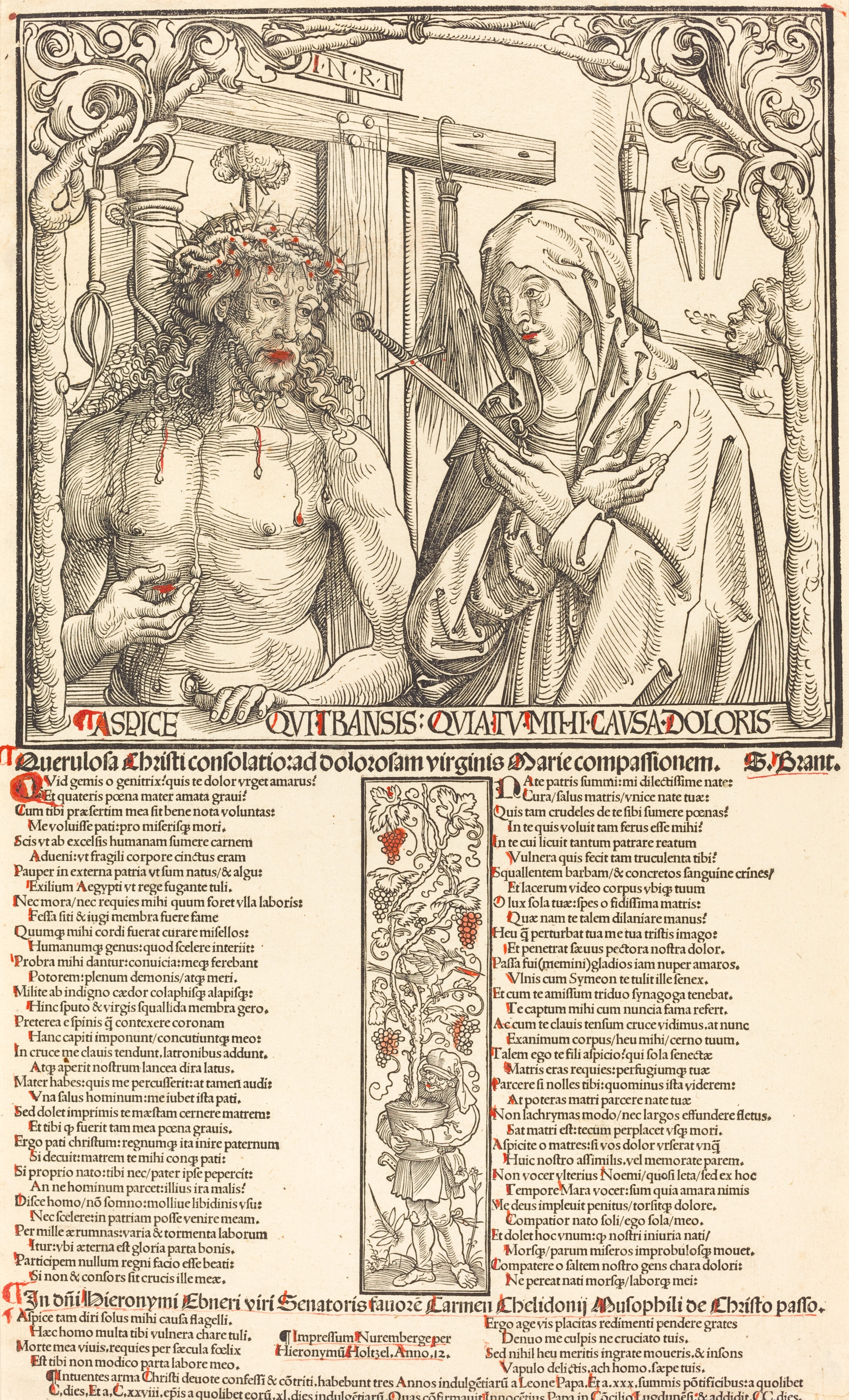
Schmerzensmann und Mater Dolorosa mit Brants Trostrede Jesu Querulosa Christi consolatio ad dolorosam virginis Marie compassionem, Druck von Hieronymus Höltzel (1512)

Brant verfasste 1494 auch eine Marienklage und eine darauf folgende Trostrede Jesu. Unter dem Kreuz klagt Maria ihren Schmerz über das Leiden ihres Sohnes. Jesus tröstet sie und weist darauf hin, dass mit seiner Kreuzigung das Erlösungswerk vollendet wird. Der Text ist zweifach überliefert. Einmal in Form von zwei lateinischen Gedichten zu je 17 Distichen. Die lateinischen Gedichte fanden 1494 Aufnahme in die Carmina in laudem Mariae und 1498 in die Carmina varia. Eine deutschsprachige Übersetzung ist für 1515 in Form eines Einblattdrucks fassbar.
Beim Schachmatt-Spiel handelt es sich um ein kurzes Versdrama, das die Vergänglichkeit der irdischen Welt behandelt. Ein Engel mit einer Uhr, der Tod, der Kaiser und ein reicher Mann treten auf.
Der Text Verkehrtheit der Welt ist in zwei Fassungen überliefert. Einmal in einer deutschsprachigen Langversion mit 22er Reim und dann noch in einer deutschen und lateinischen Fassung, die um einiges kürzer ist. Geboten wird ein „priamelartig aufzählendes Klagegedicht über die Verkehrungen und Verderbnisse der moralischen Welt“.
Die zweisprachige Version der Verkehrtheit der Welt als auch das Schachmatt-Spiel fanden 1498 Eingang in die Werkanthologie Varia carmina. Hier veröffentlichte Brant auch die lateinische Fassung seiner Marienklage und der darauffolgenden Trostrede Jesu.

### Lateinische Dichtungen

#### Carmina auf Heilige
Brant verfasste vier Carmina auf Heilige und zwar auf den Heiligen Ivo (St. Ivo), auf den Heiligen Sebastian (St. Sebastian), auf den Heiligen Onophrius und die Einsiedler sowie auf die Heiligen Drei Könige. Das Gedicht auf den Heiligen Ivo stammt wahrscheinlich von 1493, während die nächsten beiden Texte aus dem Jahr 1494 stammen. Die Gedichte veröffentlichte er mittels Einblattdrucken. Es handelt sich hierbei um Heilige, denen sich Brant persönlich oder beruflich verbunden fühlte: Der Heilige Ivo ist der Schutzpatron der Juristen, der Heilige Sebastian sein Namenspatron und der Heilige Onophrius der Namenspatron seines Sohnes. Das Gedicht auf die Heiligen Drei Könige ist ein Beitrag in einem Sammelwerk von 1514.

#### Carmina in laudem Mariae
Die Carmina in laudem Mariae waren ein Gemeinschaftsprojekt von Brant und Johann Bergmann von Olpe, die beide 1494 herausbrachten. Die Anthologie umfasst 37 Texte und enthält von Brant verfasste Gedichte und kleine Prosatexte. Der Druck ist dem Bildbuchkonzept verpflichtet und in 15 Großkapitel gegliedert. Jedem Großkapitel ist ein Holzschnitt vorangestellt. Inhaltlich werden zunächst mariologische, dann christologische und zuletzt hagiographische Themen behandelt. Hierbei fällt nur ein Gedicht über die Sonnenfinsternis von 1485 heraus. In den Texten werden verschiedene Formschemata durchgespielt.

#### Varia carmina
Auch bei den Varia Carmina handelt es sich wie schon bei den Carmina in laudem Mariae um eine Anthologie der von Brant verfassten Texten in lateinischer Sprache, die er in Zusammenarbeit mit Bergmann von Olpe herausbrachte. Die Ausgabe, die der Jungfrau Maria gewidmet ist, enthält 124 Texte, darunter drei mit Teilen sowohl in deutscher, als auch in lateinischer Sprache. Das Textcorpus umfasst Gedichte auf die Heiligen Laurentius, Bruno, Germanus, Konrad, Ulrich, Joachim und Cyriacus sowie eine kleine Passion. Aufnahme gefunden haben ferner auch einige Dichtungen, die Brant zuvor bereits separat als Einblattdruck bzw. als Flugschrift veröffentlicht hatte. Gedichte auf Kaiser Maximilian, auf König Ferdinand II. sowie Texte, die sich mit der Türkengefahr befassen, sind ebenfalls enthalten wie Gelegenheitsgedichte auf Freunde und Bekannte, eine Advokatenschelte und Gedichte zu Naturereignissen. Gedichte zu den Badener Thermalquellen, zu neuen Kirchenglocken und ein horologischer Prosatraktat finden sich ebenfalls in den Varia carmina, die offenbar darauf angelegt sind Brants ganzes Spektrum lateinischer Dichtungen zu repräsentieren. Die Varia carmina erschienen 1498 in zwei Ausgaben, die sich durch Abweichungen im Textbestand unterscheiden.

#### Aesopus-Additiones

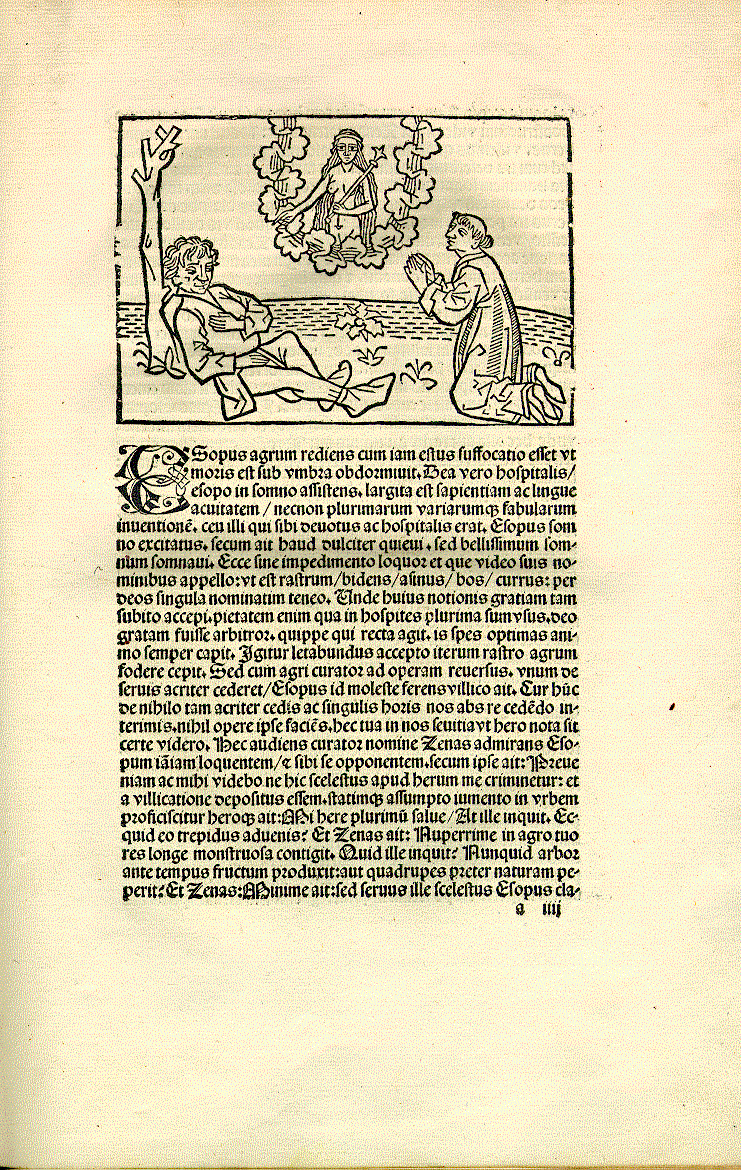
Seite 7 aus Brants Äsop-Ausgabe von 1501. Äsop erhält als Lohn von der Göttin der Gastfreundschaft die Gabe kluger Rede, weil er einen reisenden Priester bewirtet hat

1501, also zu Beginn seiner Straßburger Zeit brachte Brant die Fabeln des Äsop heraus. Die Ausgabe besteht aus zwei Teilen. Der zweite Teil enthält eine umfangreiche Sammlung (Additiones) von Fabeln, Facetien, Versen und Berichten über merkwürdige Tiere und Menschen, die Brant aus unterschiedlichen Quellen und bei verschiedenen Autoren zusammengetragen hatte. Zu Beginn des zweiten Teils lässt Brant Giovanni Boccaccio und Lorenzo Valla einige poetologische Bemerkungen anstellen.
Das Werk wurde 1997 durch das Projekt MATEO (MAnnheimer TExte Online) der Universität Mannheim vollständig digitalisiert und ist heute online kostenlos verfügbar.

#### Carmina in laudem Maximiliani I.
Nach dem Tod Kaiser Maximilians I., dem Brant einige Male begegnete und dem er mehrmals als Ratgeber gedient hatte, gab Brant eine Anthologie bestehend aus 20 Texten heraus. Die ersten 12 Texte dokumentieren Brants publizistisches Eintreten für Maximilian und die Reichspolitik seit 1488. Hierbei sind auch die wichtigsten Flugblattgedichte enthalten, so der „Donnerstein von Ensisheim“, die „Sau von Landser“, die „Wormser Zwilinge“ und das Syphilisgedicht. Auf die ersten 12 Texte folgen neuere Lob- und Trauergedichte auf Maximilian und andere Habsburger. Eine Franzosenschelte auf Franz I. ist ebenfalls enthalten. Die Anthologie wird durch ein Gedicht auf den obersten kaiserlichen Kanzlisten Petrus Aegidius in Antwerpen beschlossen.

#### Ungedruckte Epigramme und Kasualcarmina
Gelegenheitsgedichte (Kasualcarmina) von Brant finden sich in zahlreichen Drucken und in zahlreichen Handschriften, so etwa in der Basler Rektoratsmatrikel. Häufig fanden sie auch in den Anthologien seiner Zeitgenossen Aufnahme. Das Schlettstädter Schulheft von Wilhelm Gisenheim, das auf 1494 datiert wird, enthält einige Gedichte. Auch das St. Galler Studienheft enthält signierte Gedichte verschiedener Autoren, hier können Gedichte Brant aber mangels Parallelüberlieferung nicht eindeutig zugewiesen werden. Die Handschrift Clm 4408 bietet auf den Blättern 60r–95v zahlreiche lateinische Gedichte Brants. Die Schlussdatierung lautet 19. Juni 1495. Eine Handschrift der British Library enthält den Text Tetrastichon in Virginem Mariam.

### Lateinische und deutsche historische Prosa
Das lateinische bzw. deutschsprachige Prosawerk Brants umfasst eine Geschichte Jerusalems, eine Geschichte der Kaiser Titus, Vespasian und Trajan und eine unvollendet gebliebene Chronik.

#### Jerusalem

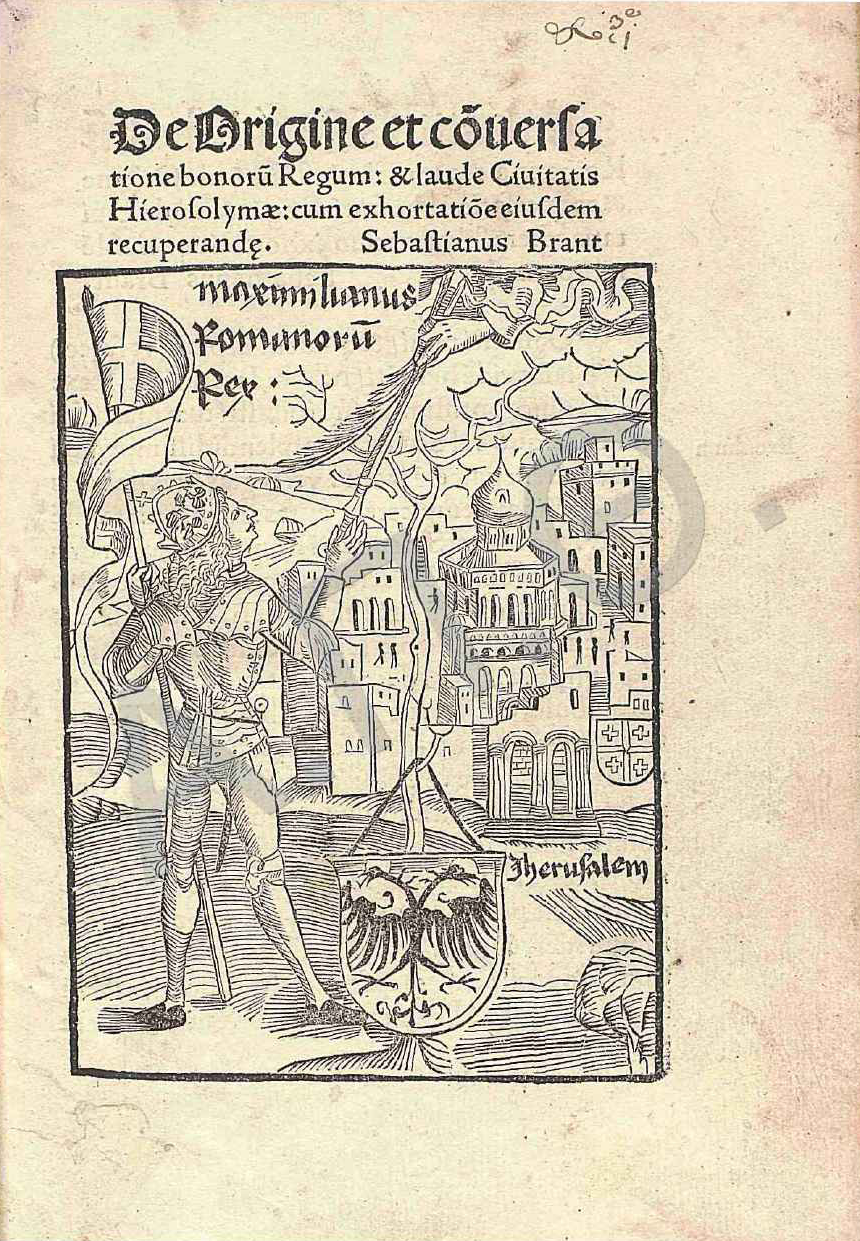
Die Titelseite der Geschichte Jerusalems (1495)

Die Geschichte Jerusalems von den Zeiten des Alten Testaments bis hin zur türkischen Bedrohung des Abendlandes zu seiner Zeit suchte Brant in einer umfangreichen Prosachronik darzustellen. Das Werk mit dem Titel De Origine et conuersa | tione bonorum Regum: & laude Ciuitatis | Hierosolymae: cum exhortatione eiusdem | recuperandae erschien 1495 in Basel und stellt eines der früheren humanistischen Geschichtswerke nördlich der Alpen dar.  Als Quellen zog er u. a. Aeneas Silvius Piccolominis Epitome der Decades Flavio Biondos und seine Türkenreden heran. Das Werk schrieb er als „Chronik der guten Könige“, die die Stadt gegen die Ungläubigen zu verteidigen oder aber zurückzugewinnen suchten. Gegen Ende der Chronik ist ein Aufruf zum Kreuzzug angefügt, der an Maximilian adressiert ist. Er sollte dem Vorbild der guten Könige folgen. Angehängt ist unter dem Titel Epilogus Regum circa Hierosolymam consuersantium eine Kurzfassung des Werkes in 321 Distichen. Eine deutsche Prosaübersetzung wurde 1512 durch Kaspar Frey besorgt und 1518 in Straßburg gedruckt.

#### Titus, Vespasian und Trajan
Das Werk besteht aus zwei Teilen. Im ersten Teil wird Flavius Josephus folgend von den vorbildlichen römischen Kaisern Titus und Vespasian und der Zerstörung Jerusalems berichtet. Im zweiten Teil kommt Brant dann auf die Taten Kaiser Trajans zu sprechen. Quelle hierfür waren die Schilderungen bei Eutropius, Orosius und die Historia Lombardica. Trajan, der nach seinem Tod in den Himmel auffuhr, stammte wie Karl V. aus Spanien und wird als Urahn der Habsburger präsentiert.
Die Schrift, die in inhaltlich mit dem Jerusalem-Werk verknüpft ist, war möglicherweise Teil einer genealogischen Arbeit über die Habsburger, das die Heiligen der Dynastie und ihre Geschichte enthalten sollte. Brants Sohn Onophrius sorgte 1520 für den Druck des Werkes, das Sebastian Brant im Sommer 1520 dem neugewählten deutschen Kaiser Karl V. bei der Huldigung der Stände in Gent überreichen konnte.

#### Chronik
Es gibt Hinweise, dass Brant, der ab 1502 als Straßburger Kanzler auch für die sogenannte Stadtbuchliteratur verantwortlich war, an einer zusammenhängenden Chronik der Stadt gearbeitet hat und dafür auch die für die Stadt wichtigen historischen und rechtlichen Dokumente heranzog. Erhalten ist die Arbeit allerdings nur in drei Fragmenten: einmal ist hier der Prosabericht über die Amtsübernahme durch den neuen Straßburger Bischof Wilhelm von Hohnstein zu nennen (Bischof Wilhelms Wahl und Eintritt anno 1506 et. 1507), zum anderen eine Prosabeschreibung von Reiserouten für das Botenwesen und den diplomatischen Verkehr zwischen den deutschen Städten und Ländern (Beschreibung etlicher Gelegenheit Deutschlands). Ein weiterer fragmentarischer Auszug, vielleicht unsicherer Herkunft, wurde 1892 als Anhang zu der Stadtchronik von Jean Wencker (1590–1659) und seiner Nachfolger (Sohn und Enkel) veröffentlicht.

### Bearbeitungen und Übersetzungen
Brant begann wohl bereits in den 1480er Jahren mit der Übersetzung lateinischer Texte, die er allerdings erst ab 1490 gedruckt veröffentlichte. Die Veröffentlichung erfolgte dann gehäuft und in relativ schneller Folge. Zwei Textgruppen lassen sich unterscheiden. Zum einen Spruchsammlungen bzw. gnomisch-didaktische Erziehungslehren, dazu zählen die Übersetzungen der Texte Thesmophagia (Fagifacetus), Facetus, Cato, Moretius und Freidank und dann zum anderen religiöse Lieds-, Gebets- und Erbauungstexte; neben geistlichen Liedern veröffentlichte er auch eine Übersetzung des Hortulus Animae (Seelengärtlein). Diesen beiden Gruppen lassen sich die von Brant besorgten Übersetzungen des Geiler-Briefs und der Schrift Contra bellisequaces von Jakob Wimpheling nicht zuordnen.

#### Gnomisch-didaktische Erziehungslehren und Spruchsammlungen
Beim Thesmophagia-Text handelt es sich um eine Anleitung zum guten Benehmen bei Tisch, den Brant in einer zweisprachigen Ausgabe unter dem Titel Fagifacetus herausgab. Als Basis für den lateinischen Text konnte Brant auf die Arbeit eines kaum bekannten Autors Reiners aus dem 13. Jahrhundert zurückgreifen. Der Text erschien bei Michael Furter 1490 in Basel unter dem Titel De moribus et facetijs mense.
Eine Ausgabe des Facetus folgte 1496 (Erstdruck) in Basel bei Johann Bergmann von Olpe. Die im Spätmittelalter sehr beliebte genomische Sammlung gab Brant in einer zweisprachigen Ausgabe unter dem Titel Liber Faceti docens more hominum (…) per Sebastianum Brant in vulgare moviter translatus. heraus.
1498 erschien erneut bei Johann Bergmann von Olpe in Basel unter dem Titel Catho in latin. durch Sebastianum Brant getützschet (Erstdruck) eine zweisprachige Ausgabe der Disticha Catonis. Hierbei handelt es sich um ein Schulbuch, das bereits im 9. Jahrhundert in vier Bücher aufgeteilt und um die breves sententiae erweitert worden war. Das Schulbuch wurde im Mittelalter in viele Volkssprachen übersetzt.
1499 (Erstdruck) erschien bei Johann Bergmann von Olpe unter dem Titel Liber moreti docens Juuenum (…) per Sebastianum Brant: in vulgare nouiter translatus eine zweisprachige Ausgabe des bereits seit dem 13. Jahrhundert überlieferten Textes Facetus Moribus et vita. Es ist die erste und einzige deutschsprachige Übersetzung. Brant hatte allerdings nur die Ständedidaxe übersetzt. Der Text besteht allerdings aus drei Teilen. Neben der berufs- und ständebezogenen Verhaltenslehre, auch eine Ars amatoria sowie eine Remedia amoris, die dem ovidschen Vorbild folgt.
Brants Freidank-Ausgabe erschien 1508 bei Hans Grüninger in Straßburg. Es handelt sich um eine Sammlung paarweise gereimter deutscher Sprüche aus dem 13. Jahrhundert. Der Text war Brants Zeiten weit verbreitet, da die Sprüche zu vielen religiösen, ethischen und politischen Themen Stellung beziehen. Als Basis für seine Ausgabe zog Brant einen Text der Freidank-Handschriften-Gruppe CDE heran. Der Ausgabe liegt ein Bildbuchkonzept zugrunde. Für die Ausgabe wurden 46 Holzschnitte angefertigt und dem Druck beigegeben.

#### Religiöse Lied-, Gebets- und Erbauungstexte
Brants Übersetzungen geistlicher Lieder nehmen unter seinen „zahlreichen religiösen Dichtungen (…) einen besonderen Platz ein, weil sie seine versästhetisch anspruchsvollsten deutschen Gedichte sind. Brant war bemüht, die kunstvolle Form seiner lateinischen Vorlagen im Deutschen nachzubilden.“ Zwischen 1490 und 1496 übersetzte er das Ave salve gaude vale des Konrad von Hainburg, um 1491 den Fronleichnams-Hymnus Pange lingua gloriosi und um 1496 die Sequenz Ave praeclara maris stella des Hermann von Reichenau. In seiner Straßburger Zeit entstanden um 1502 der Hymnus Verbum bonum und Stabat mater dolorosa. Für diesen letzten Text ist Brants Autorschaft nicht gesichert. Der Text wird auf 1502 datiert.
Beim Hortulus Animae (Seelengärtlein) handelt es sich um eine Gebetsantologie, die aus der Stundenbuchtradition hervorgegangen ist. Enthalten sind Texte zur Messe, zu Heiligen-Offizien sowie zum Totengedenken. Lied- und Litaneibestandteile sind ebenfalls enthalten. 1501 brachte Brant eine eigene Ausgabe heraus, für die er die vorhandenen Texte durchgesehen, überarbeitet und vor allem um neue Texte ergänzte. Für diesen Text ist Brants Anteil noch nicht endgültig erklärt. Der Text erschien 1501 bei Johannes Wähinger in Straßburg unter dem Titel Ortulus animae. Der selen ga | rtlin (…) Zu Straßburg in seym vatterlant | Hat mich Sebastianus Brant | Besehen und vast corrigiert | Zu | tütschen ouch vil transferiert. Insgesamt sind 36 Ausgaben nachgewiesen, die jedoch nur selten Brants Namen erwähnen. Zwei Jahre später erschien eine Ausgabe gemeinsam von Brant und Wimpheling durchgesehene und korrigierte Ausgabe, die ebenfalls bei Johannes Wähinger erschien.

#### Texte anderer Humanisten
Als Gelegenheitsarbeit kann die Übersetzung eines Geiler-Briefs angesehen werden. Die Übersetzung hat sich im Stadtarchiv Straßburgs erhalten. Der Brief von Johann Geiler von Kaysersberg an Wimpheling berichtet über eine Begegnung mit Kaiser Maximilian I. 1503.
Den Text Contra bellisequaces von Wimpheling gegen Soldaten, die allzu begierig auf Kriegstaten aus waren, übersetzte Brant in 12 deutschen Versen.

### Ausgaben und Beiträge

#### Ausgaben
Brant gab viele Texte heraus und war an Ausgaben anderer mit Beiträgen beteiligt. Als herausragend gelten nach Knape die von Brant besorgten Ausgaben der Werke Petrarcas, 1496 die Ausgabe von Petrarcas Opera latina und ca. 1520 die deutsche Ausgabe des Textes De remediis utriusque fortunae, sowie die Werkausgabe Vergils von 1502.
1496 war er als Herausgeber am ersten Versuch einer vollständigen Werkausgabe der Werke Petrarcas beteiligt. Die Werkausgabe erschien in Basel bei Johannes Amerbach noch vor dem 14. Juli 1496 und umfasst insgesamt 15 Texte, darunter allein drei Briefcorpora. Die Texte wurden mehrheitlich für die Ausgabe aus anderen Drucken übernommen, für vier Texte standen Handschriften zur Verfügung. Bei der Ausgabe fungierte Brant als Korrektor und betreute die Druckvorlagen. 394 Exemplare dieser Ausgabe haben sich erhalten.
Als Berater war Brant offenbar auch an einer deutschen Übersetzung von Petrarcas Schrift De remediis utriusque fortunae beteiligt, die allerdings erst 1532 bei Heinrich Steiner in Augsburg erschien. Als Übersetzer war zunächst der Nürnberger Peter Stahel und nach dessen Tod dann Georg Spalatin tätig. Als Verleger waren die Augsburger Grimm und Wirsung beteiligt, denen die Übersetzung im September 1521 fertig vorlag. Aus der Vorrede Steiners zur Ausgabe ist bekannt, dass die Verleger Brant als Petrarca-Kenner herangezogen hatten und auch an der Konzeption der Illustration des Werkes beteiligt hatten. Der anonyme Petrarcameister illustrierte die Ausgabe und fertigte 261 Holzschnitte an.

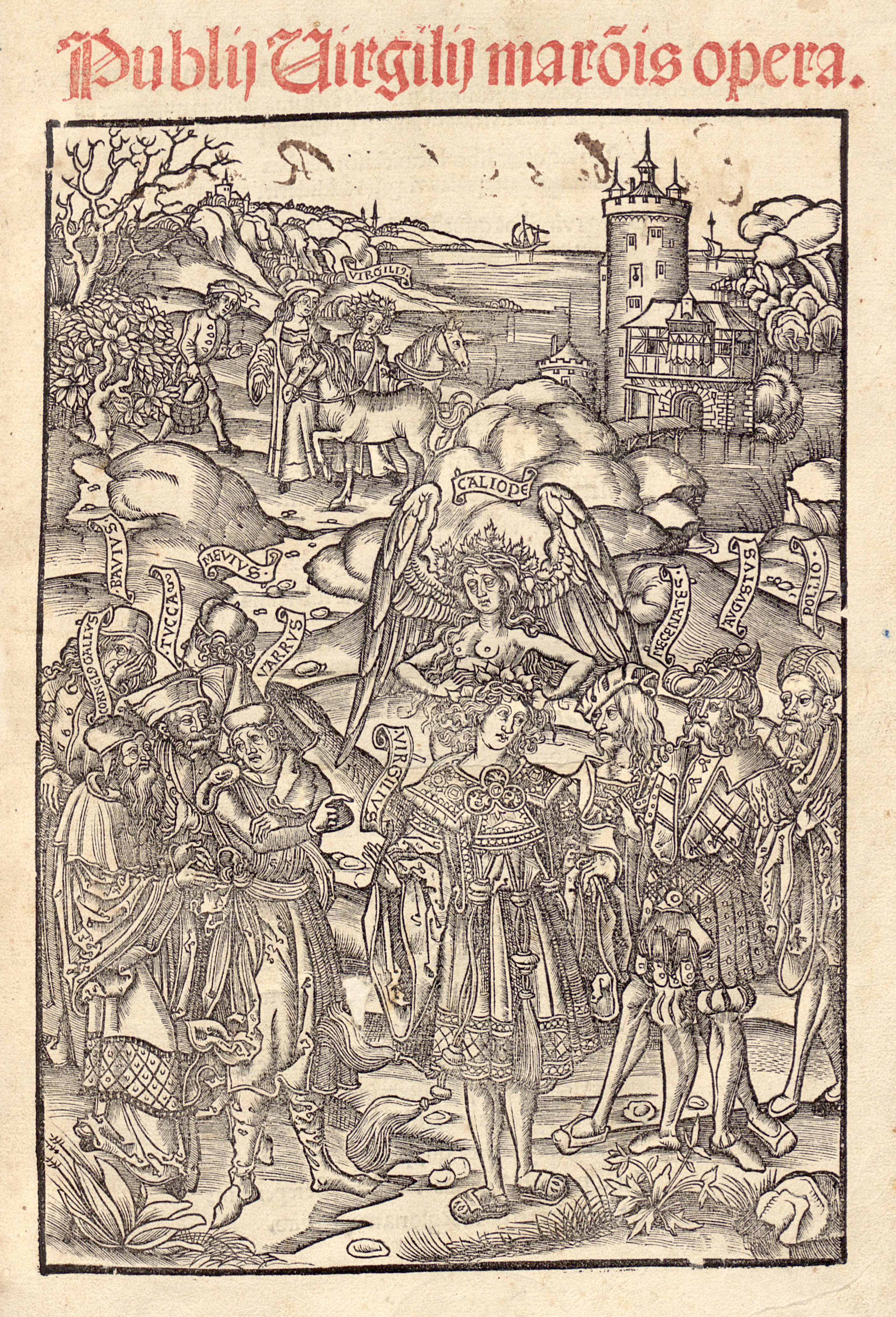
Vergil-Ausgabe. Basel 1502

Eine von Brant besorgte Ausgabe der Werke Vergils erschien 1502 bei Hans Grüninger in Straßburg. Diese Ausgabe war mit 214 Holzschnitten die erste illustrierte Ausgabe, was Brant selbst als Neuheit in seiner Vorrede vermerkte. Die Textvorlage hatte Brant bereits 1491 fertiggestellt, d. h. überarbeitet, neu geordnet und ergänzt.

#### Literarische Beigaben
An weiteren Ausgaben seiner Zeit, die von anderen Herausgebern verantwortet wurden, war Brant mit literarischen Beigaben beteiligt, die ganz unterschiedlich ausfallen konnten. Sowohl Widmungsbriefe, als auch Gelegenheitsprosa sind erhalten. In einigen Fällen sind seine Beiträge auch als sinnvolle Ergänzung des Kerntextes zu verstehen. In den häufig epigrammatischen Beiträgen sind Verweise auf Werkinhalt, Drucker und Autoren zu finden.

### Gelehrtes Schrifttum
Zwei Fachschriften Brants haben sich erhalten und zwar einmal eine Rede zum Makulistenstreit und zum anderen Brants Expositiones.

#### Rede zum Makulistenstreit
Brant bezog im Streit zwischen Dominikanern und Franziskanern 1478 eine deutliche Position gegen die Makulisten. Seine Invektive Disputatio brevissima De Immaculata Conceptione Virginis Gloriosae ist lediglich in einem Sammelwerk von 1664 überliefert. Am Streit war er auch in den folgenden Jahren beteiligt: 1489 hatte er sich an einer Disputation zur Immaculata conceptio in Leipzig mit einer lateinischen Rede beteiligt und zwischen 1501 und 1503 hatte er als kanonistischer Jurist die Verteidigung des Frankfurter Stadtpfarrers Hensel gegen den makulistischen Mönch Wigand Wird übernommen. Seine Verteidigung war erfolgreich, woraufhin Brant von Wird mit einer Streitschrift angegriffen wurde.

#### Expositiones
Bei den Expositiones handelt es sich um Erläuterungen und Kommentare zu den Hauptparagraphen (tituli) des kirchlichen und römischen Rechts. Das Werk erschien 1494 erstmals im Druck und wurde bis in die Barockzeit laufend nachgedruckt. Bis 1632 konnten Knape und Wilhelmi allein 54 Drucke in Basel, Löwen, Lyon, Paris und in Venedig nachweisen. Das verdeutlicht die Beliebtheit, die die Schrift als Unterrichtswerk für beide Rechtsgebiete genoss.

### Briefe
Es sind sowohl Briefe von als auch an Brant erhalten geblieben. Zu den Briefen Brants zählen seine persönlichen Briefe sowie seine semi-literarischen Widmungsbriefe und seine amtlichen Schreiben. 31 persönliche Briefe haben sich nach heutigem Kenntnisstand erhalten, darunter eine Nachfrage Brants anlässlich seiner Bewerbung an den Stettmeister (adliger Magistrat in Straßburg) und den Rat der Stadt Straßburg vom 10. Juli 1500 sowie eine Bitte Brants an den Rat der Stadt, sein Gehalt aufzubessern.
Zu den Briefen an Brant gehören nach Knape nur jene selbstständigen Briefe, die namentlich an Brant und nicht noch zusätzlich an den Rat der Stadt Straßburg adressiert wurden. Die Gruppe der persönlichen Briefe an Brant umfasst 128 Briefe. Über die Briefe ist ersichtlich, dass Brant mit führenden Köpfen seiner Zeit in Verbindung stand, so unter anderem mit Peter Schott, Johann Bergmann von Olpe, Maximilian I., Thomas Murner, Konrad Peutinger, Willibald Pirckheimer, Johannes Reuchlin, Beatus Rhenanus, Jakob Wimpheling und Ulrich Zasius.

### Zeugnisse der Amtstätigkeit

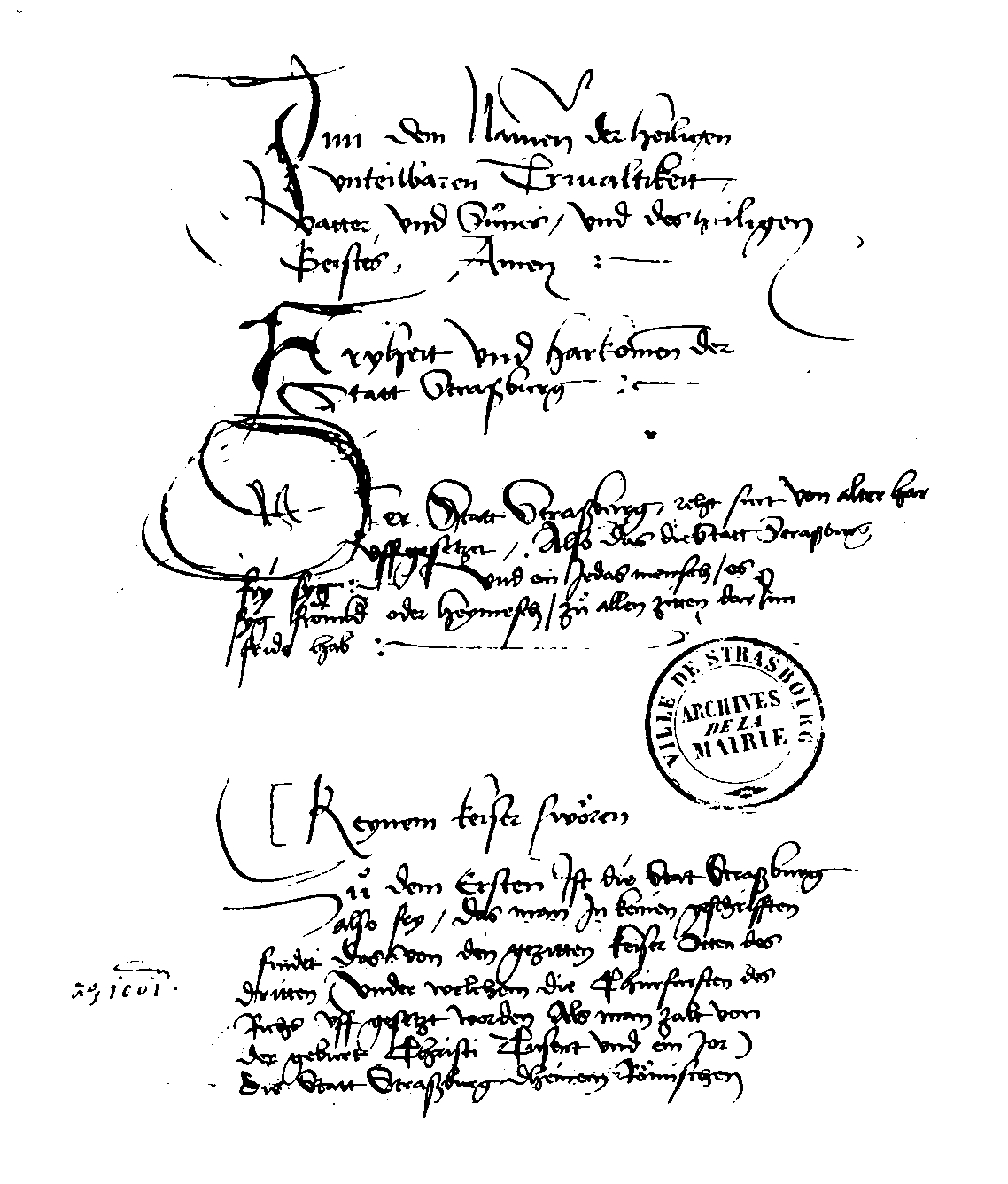
Anfang der Straßburger Freiheiten, Autograph von Sebastian Brant

Aus Brants Amtstätigkeit sind viele Zeugnisse, insbesondere Autographen überliefert, im Straßburger Stadtarchiv – allerdings wissenschaftlich noch weitgehend unerschlossen. Insgesamt handelt es sich etwa um 150 Stücke, die aus allen Bereichen seiner Amtstätigkeit stammen, aber auch Rechtsgutachten umfassen, die Brant als Jurist im Auftrag auswärtiger Auftraggeber anfertigte. Besonders hervorzuheben sind unter den Zeugnissen seiner Amtstätigkeit die Annalen sowie die Straßburger Freiheiten. Im 19. Jahrhundert wurden unter Brants Annalen Abschriften von Ratsprotokollen verstanden, deren Abfassung oder Archivierung Brant als Straßburger Kanzler und Stadtarchivar veranlasst bzw. begleitet haben dürfte. Die Annalen sind nur in Abschriften erhalten. Bei den Straßburger Freiheiten handelt es sich um eine von Brant selbst verfasste Übersicht der Privilegien, Rechte und Freiheiten der Freien Reichsstadt Straßburg, die Brant wohl um 1520 anfertigte.

## Bedeutung für die Rechtsgeschichte
Auch in der Rechtsgeschichte spielt Sebastian Brant eine bedeutende Rolle, nicht nur aufgrund seiner Tätigkeit als Professor in Basel und Stadtschreiber in Straßburg. 1494 erschienen Brants „Expositiones sive declarationes omnium titulorum iuris tam civilis quam canonici“ (s. bereits oben). Der knappe Kommentar zu den wichtigsten Titeln des römischen und kanonischen Rechts war vermutlich als Lehrbuch für Brants Studenten gedacht. Obgleich lateinisch verfasst, entwickelte er sich schnell zum Bestseller, der bis in die Barockzeit hinein immer wieder aufgelegt wurde. Daneben verfasste Brant Vorreden zu mehreren meist lateinischen Rechtstext-Editionen vor allem des kanonischen Rechts, etwa dem Decretum Gratiani, den Dekretalen und dem Liber sextus. Wichtiger sind aber seine zum Teil gereimten, deutschsprachigen Vorreden zu zwei bedeutenden Rechtsbüchern der Zeit: dem 1509 erstmals gedruckten Laienspiegel Ulrich Tenglers und dem schon um 1436 von Conrad Heyden verfassten Klagspiegel, den Brant 1516 neu herausgab. Früher galt Brant auch als Herausgeber des Laienspiegels, doch zeichnet hierfür der Augsburger Verleger Johann Rynmann alleine verantwortlich. Dennoch darf die Rolle Brants für die Verbreitung von Laienspiegel und Klagspiegel nicht unterschätzt werden: Sein berühmter Name dürfte wesentlich zur Popularität der beiden Rechtsbücher beigetragen haben.

## Forschung
Die Brantforschung wird wesentlich von der Germanistik betrieben und konzentrierte sich lange auf Brants Narrenschiff. Der Beginn der wissenschaftlichen Beschäftigung mit Sebastian Brant und seinem Werk wird gemeinhin mit A. W. Strobels Beiträgen und seiner Ausgabe des Narrenschiffs 1839 angesetzt. Friedrich Zarnckes Edition des Narrenschiffs markiert einen wichtigen Meilenstein und ermöglichte ein solides Fundament für die Brant-Forschung.
Lemmer meinte 1977, dass zahlreiche Aufgaben der Brant-Forschung noch unerledigt seien: „Dazu zählen u. a. eine Edition seiner Briefe und anderer Materialien aus seinem Nachlaß, eine vollständige Ausgabe der (z. T. verstreuten) Gedichte einschließlich der Flugblätter, eine kritische Neuausgabe des 'Narrenschiffs'  wie anderer Werke (wenn nicht gar eine Gesamtausgabe), eine geschlossene Darstellung der Wirkung des 'Narrenschiffs', eine moderne Würdigung Brants als Jurist, schließlich eine erschöpfende Bibliographie und eine Gesamtdarstellung Brants und seines vielfältigen literarischen Wirkens.“ Die Brantforschung hat sich seitdem an dieser Aufgabenliste abgearbeitet.

## Werke und Werkausgaben
- Das Narrenschiff. Nach der Erstausgabe (Basel 1494) mit den Zusätzen der Ausgaben von 1495 und 1499 sowie den Holzschnitten der deutschen Originalausgaben hrsg. von Manfred Lemmer. 2. Auflage. Tübingen 1968 (= Neudrucke deutscher Literaturwerke. Neue Folge. Band 5); 4., erweiterte Auflage ebenda 2004, ISBN 3-484-17105-7.
- Sebastian Brant: Das Narrenschiff. Faksimile der Erstausgabe Basel 1494 mit dem Nachwort von Franz Schultz der Ausgabe Straßburg 1913 hrsg. von Dieter Wuttke. Baden-Baden 1994 (= Saecvla Spiritalia 6).[78]
- Das Narrenschiff. Hrsg. Hans-Joachim Mähl (Reclams Universalbibliothek 899[6]). Stuttgart 1964 2. Aufl. 1980 – unübertroffene Übersetzung von H. A. Junghans 1877.
- Das Narrenschiff. Hrsg. von Joachim Knape (Reclams Universalbibliothek 18333). Stuttgart 2005, ISBN 3-15-018333-2.
- Kleine Texte. Hrsg. von Thomas Wilhelmi. 3. Bde. Stuttgart-Bad Cannstatt 1998, ISBN 3-7728-1898-6.
- Sebastian Brant: Tugent Spyl. Nach der Ausgabe des Magister Johann Winckel von Straßburg (1554). Hrsg. von Hans-Gert Roloff. de Gruyter, Berlin 1968 (Ausgaben deutscher Literatur des XV. bis XVIII. Jahrhunderts, Reihe Drama 1).
- Silke Umbach: Sebastian Brants Tischzucht (Thesmophagia 1490): Edition und Wortindex. Deutsch, Latein. Harrassowitz, Wiesbaden 1995, ISBN 3-447-03750-4.
- Flugblätter des Sebastian Brant (= Jahresgaben der Gesellschaft für Elsässische Literatur. Bd. 3). Hrsg. v. Paul Heitz. Heitz, Straßburg 1915 (Digitalisat).

### Digitalisate
- Sebastian Brant: Das Narrenschiff. Johann Bergmann, Basel 1494. Digitalisat.
- Carmina in laudem Mariae. Johann Bergmann, Basel 1494. doi:10.3931/e-rara-21277.
- Sebastian Brant: De origine et conversatione bonorum regum et laude civitatis Hierosolymae. Johann Bergmann, Basel 1495. doi:10.3931/e-rara-13706.
- Francesco Petrarca: Opera Latina. Herausgegeben von Sebastian Brant. Johannes Amerbach, Basel 1496. doi:10.3931/e-rara-21481.
- Sebastian Brant: Das Narrenschiff. Stultifera navis. Tr: Jacobus Locher Philomusus, Basel 1498. Digitalisat.
- Sebastian Brant: Varia Carmina. Johann Bergmann, Basel 1498. urn:nbn:de:bvb:12-bsb11303235-6.
- Sebastian Brant: Liber faceti docens mores hominum praecipue iuvenum, in supplementum illorum, qui a Cathone erant omissi, in vulgare noviter translatus. Jakob Wolf von Pforzheim, Basel 1498. doi:10.3931/e-rara-28508.
- Catho in Latin, durch Sebastianum Brant getütschet. Jakob Wolf von Pforzheim, Basel 1498. doi:10.3931/e-rara-16651.
- Liber Moreti docens mores iuvenum, in supplementum illorum, qui a Cathone erant omissi, per Sebastianum Brant in vulgare noviter translatus. Johann Bergmann, Basel 1499. doi:10.3931/e-rara-16653.
- Aesopus: Esopi appologi sive mythologi, cum quibusdam carminum et fabularum additionibus Sebastiani Brant. Jakob Wolf von Pforzheim, Basel 1501. doi:10.3931/e-rara-5600.
- Publius Virgilius Maro: Opera. Hans Grüninger, Strassburg 1502.  Digitalisat
- Der Freydanck. Herausgegeben von Sebastian Brant. Straßburg 1508. urn:nbn:de:bvb:12-bsb00007937-6
- Catho in latin: durch Sebastianum Brant geteutschet. Heumann, Mainz 1509. Digitalisat
- In honorem trium Magorum regumque sacratissimorum. In: Johannes von Hildesheim u. a.: Historia gloriosissimor[um] triu[m] regum integra, mit Beiträgen von […], Sebastian Brant. Heinrich Quentell Erben, Köln 1514[79], unpaginiert. Digitalisat

- Francesco Petrarca: Von der Artzney Bayder Glück. Heinrich Steiner, Augsburg 1532 urn:nbn:de:bvb:12-bsb00084729-3
- Meder, Johannes: Quadragesimale de filio prodigo. [Mit Beigabe von:] Sebastian Brant, Basel 1495 Digitalisat

## Diverses
In Straßburg ist das Café Brant nach Sebastian Brant benannt. Es wurde 1898 als Zur Universität gegründet, nach 1918 in Mon Plaisir umbenannt und trägt seit 1988 den Namen Café Brant. Heute finden hier auch Theateraufführungen statt.
In jüngerer Zeit haben mehrere Komponisten Gedichte von Brant vertont:
- Ivo Antognini hat 2019 zwei Gedichte über Brants Berichte vom Magdalenenhochwasser 1480 für Männerchor vertont (Diluvium, bisher unveröffentlicht).
- Ēriks Ešenvalds aus Lettland hat zwei Distichen aus einem Flugblatt Brants zum Chorwerk Coruscatio verwendet, in dem er ein Unwetter in Basel im Juli 1487 beschreibt. Das Stück ist beim Verlag Musica Baltica erschienen und von Chören in Kanada, Norwegen und der Schweiz gesungen worden.
- Der Schweizer Chorleiter und Komponist David Rossel hat einen Grabgesang der Heiligen Chrischona für Frauenchor vertont. Das Stück wurde im November 2022 in Basel uraufgeführt.[82]
- Carl Rütti vertonte Brants frühneuzeitliche Interpretation des Phaethon-Stoffs, welche den Sturz Phaethons mit einer Sonnenfinsternis gleichsetzt, Phaethon aber überleben und triumphal zurückkehren lässt. Es existieren zwei Fassungen für Männerchor und gemischten Chor, letztere als Bestandteil von Rüttis vierteiligen Sonnenfinsternis-Kantate Eklipsis. Die Kantate wurde 2021 vom Chor Vocalino aus Wettingen uraufgeführt und 2024 vom Kammerchor Cantabile Regensburg unter Matthias Beckert weltersteingespielt.